# Stelling van Green-Tao
In de getaltheorie, een deelgebied van de wiskunde, zegt de stelling van Green-Tao, in 2004 bewezen door Ben Green en Terence Tao dat in de opeenvolging van priemgetalen willekeurig lange rekenkundige rijen voorkomen. Met andere woorden voor elk natuurlijk getal {\displaystyle k} bestaan er rekenkundige rijen van priemgetallen van lengte {\displaystyle k}. Het bewijs is een uitbreiding van de stelling van Szemerédi.

## Referentie
1. ↑  (en)  Ben Green, Terence Tao, The primes contain arbitrarily long arithmetic progressions, Annals of Mathematics, nr. 167, 2008, 2e uitgave, blz. 481–547.